# 1989 en Malaisie
Cet article présente les faits marquants de l'année 1989 en Malaisie.

## Gouvernement
- Premier ministre : Mahathir Mohamad

## Évènements
- 1er février : La limite de vitesse nationale en Malaisie a été appliquée.
- 10 avril : Une bombe a explosé au complexe Dayabumi à Kuala Lumpur[1].
- 15 avril : La ville de Malacca est devenue une ville historique et aussi une ville sœur de Kuala Lumpur.
- 15 mai : Le Premier ministre Mahathir Mohamad est parti pour un voyage officiel de deux semaines aux États-Unis et en Grande-Bretagne, au cours duquel il a rencontré le président américain George H. W. Bush et la Première ministre britannique Margaret Thatcher.
- 20-31 août : Jeux d'Asie du Sud-Est de 1989
- 22 septembre : Environ 27 élèves, principalement des écolières, ont été tuées dans la tragédie de l'incendie de la Madrasah à Guar Chempedak, Kedah.
- 2 décembre : L'insurrection communiste en Malaisie (1968–89) a pris fin et le Parti Communiste de Malaisie (CPM) a accepté un cessez-le-feu. L'accord de paix a été signé à Hat Yai, en Thaïlande, par le CPM ainsi que les gouvernements malaisien et thaïlandais. Le CPM a été officiellement dissous.